# Stand by Me (벤 E. 킹의 노래)
〈Stand by Me〉는 미국의 싱어송라이터 벤 E. 킹이 노래하고 킹, 제리 리버와 마이크 스톨러가 작곡한 곡이다. 킹에 따르면, 제목은 조니 테일러가 지휘자로 녹음한 솔 스터스가 녹음한 샘 쿡과 J. W. 알렉산더가 쓴 〈Stand by Me Father〉에서 유래되었고 영감을 받았다고 한다. 전편 2편 3행은 제46편 2c/3c에서 발췌하였다.
이 곡의 녹음판은 400개 이상이며, 많은 예술가들이 공연하고 있다. 1986년 영화 《스탠 바이 미》의 사운드트랙에 소개되었고, 이 영화를 홍보하기 위해 그에 상응하는 뮤직 비디오가 발매되었다. 2012년에 이 곡의 저작권 사용료는 2,280만 달러를 넘어섰다고 추정되어 그 당시 여섯 번째로 높은 수익을 올린 곡이다. 로열티의 50%가 킹에게 지불되었다.